# Quixadá Futebol Clube
Le Quixadá Futebol Clube est un club brésilien de football basé à Quixadá dans l'État du Ceará.